# Kebungson
Kebungson is een bestuurslaag in het regentschap Gresik van de provincie Oost-Java, Indonesië. Kebungson telt 2221 inwoners (volkstelling 2010).